# Environmental Toxicology and Pharmacology
Environmental Toxicology and Pharmacology est une Revue scientifique bimensuelle à comité de lecture couvrant la recherche sur les effets toxicologiques et pharmacologiques des contaminants environnementaux. Elle est publiée par Elsevier et a été créé en 1992 en tant que Environmental Toxicology and Pharmacology Section dans le  European Journal of Pharmacology, obtenant son nom actuel en février 1996. Les rédacteurs en chef sont NPE Vermeulen (Université libre d'Amsterdam) et MD Coleman (Université d'Aston). Selon le Journal Citation Reports, cette revue a un facteur d'impact de 2,084 en 2014. Cette publication est incluse dans l'Index Medicus et dans MEDLINE. 